# Station Westhafen
Westhafen is een station van de S-Bahn van Berlijn, gelegen nabij de gelijknamige binnenhaven in het Berlijnse stadsdeel Moabit. Het S-Bahnstation ligt aan de Ringbahn en opende op 1 oktober 1898 onder de naam Putlitzstraße. Het gelijknamige metrostation haaks onder de spoorlijn, aanvankelijk eveneens Putlitzstraße geheten, kwam in gebruik op 28 augustus 1961 en is onderdeel van lijn U9.

## S-Bahnstation
In 1867 begon de aanleg van een nieuwe spoorlijn ten oosten van het Berlijnse stadscentrum, die een aantal reeds bestaande kopstations met elkaar moest verbinden. In 1871 kwam de halve ringlijn gereed tussen de stations Moabit (aansluiting op de Lehrter Bahn) en Schöneberg, waar een aansluiting richting het Potsdamer Bahnhof werd gecreëerd. Zes jaar later kwam ook het westelijke deel van de ringlijn gereed. De lijn werd zowel gebruikt voor goederenvervoer als door stadstreinen, alles uiteraard met stoomtractie. Op 1 oktober 1898 kwam aan het noordelijke deel van de Ringbahn, ter hoogte van de Putlitzbrücke, die een jaar eerder over de sporen was gebouwd, het station Putlitzstraße in dienst. Het minder dan een kilometer westelijker gelegen station Moabit was drie jaar daarvoor gesloten.
Station Putlitzstraße bestond uit twee eilandperrons. Aan het zuidelijke perron stopten treinen van de voorstadsdienst naar Nauen over de Lehrter Bahn, het noordelijke perron was bestemd voor de stadstreinen die hun rondjes over de ringlijn reden. Bij het station verrees een uit rode baksteen opgetrokken toegangsgebouw, ontworpen door Karl Cornelius, Alexander Rüdell en Fritz Klingholz.
In de jaren 1920 begon men de voorstadslijnen in en om Berlijn te elektrificeren. Op 1 februari 1929 stopte de eerste elektrische trein in station Putlitzstraße. Een jaar later ging de ringlijn samen met een aantal andere stads- en voorstadsspoorlijnen het S-Bahnnet vormen.
De in 1933 aan de macht gekomen nationaalsocialisten lieten een derde perron bij station Putlitzstraße bouwen, bestemd voor deportatietreinen. Tussen 1941 en 1945 werden hiervandaan meer dan 35.000 Joden en andere slachtoffers van het naziregime naar de vernietigingskampen getransporteerd. In 1987 werd op de Putlitzbrücke een door Volkmar Haase ontworpen monument ter nagedachtenis aan de deportatie van Joden geplaatst.
Het stationsgebouw raakte tijdens de Tweede Wereldoorlog beschadigd en werd na de oorlog provisorisch hersteld. In 1966 werd het vervangen door een nieuw gebouw, dat aan het einde van de zeventiger jaren echter alweer afgebroken moest worden in verband met de reconstructie van de Putlitzbrücke. Het zuidelijke, voor de voorstadsdienst bestemde perron was al in 1951 buiten gebruik gesteld en werd tien jaar later afgebroken. Dit hield verband met de sluiting van het Lehrter Bahnhof, de Berlijnse terminus van de Lehrter Bahn. In het gedeelde Berlijn viel het doek voor alle kopstations in het westen van de stad, aangezien de aansluitende spoorlijnen zonder uitzondering naar de DDR leidden.
De deling van de stad zou ook voor het S-Bahnnet grote gevolgen hebben. De door de Oost-Duitse spoorwegen (Deutsche Reichsbahn) geëxploiteerde S-Bahn was in West-Berlijn impopulair geworden en werd na de bouw van de Berlijnse Muur in 1961 steeds meer geboycot. Het twee weken na de oprichting van de Muur geopende metrostation aan de Putlitzstraße had aanvankelijk dan ook geen rechtstreekse verbinding met het S-Bahnstation. In 1975 werd alsnog een directe overstapmogelijkheid, zonder omlopen, tussen metro en S-Bahn gecreëerd. Vijf jaar later kwam het echter tot een grote staking onder het West-Berlijnse S-Bahnpersoneel, waarna de DR flink sneed in de toch al schamele dienstregeling van de westelijke S-Bahn. Een van de lijnen die sneuvelden was de al jarenlang verwaarloosde Ringbahn. Op 18 september 1980 sloot station Putlitzstraße zijn deuren; het station en de sporen zouden snel ten prooi vallen aan verval.
In 1984 nam het stadsvervoerbedrijf BVG de exploitatie van het westelijke S-Bahnnet over van de DR. Men heropende een aantal verbindingen, maar de Ringbahn bleef ongebruikt. Pas vier jaar na de val van de muur, op 17 december 1993, kwam het zuidelijke deel van de S-Bahnring weer in dienst tot aan station Westend. Vier jaar later was ook de verbinding met Jungfernheide hersteld en op 19 december 1999 bereikte de Ringbahn de Putlitzbrücke. Hier was een geheel nieuw station ontstaan, dat in navolging van het ondertussen hernoemde metrostation de naam Westhafen kreeg. Het station werd zoals voorheen van een eilandperron voorzien en kreeg wederom een rechtstreekse verbinding, via trappen en een lift, met het metrostation. Twee en een half jaar lang was station Westhafen het eindpunt van de inmiddels over meer dan driekwart van zijn lengte berijdbare ringlijn. Met de opening van het traject Westhafen - Gesundbrunnen - Schönhauser Allee op 16 juli 2002 werd het laatste gat in de ring gedicht.
Sinds de herinvoering van de zogenaamde Vollring-dienst in 2006 wordt station Westhafen bediend door de lijnen S41 (ring met de klok mee) en S42 (tegen de klok in).